# Samba-chulado
La samba-chulado est un sous-genre musical de la samba de roda existant à Bahia avec une mélodie plus complexe et plus étendue que la samba de roda commune, dans laquelle sont intercalés des vers de la tradition populaire.
Dans la samba-chulado, les participants ne dansent pas la samba tandis que les chanteurs chantent la chula — une forme de poésie. La danse ne commence qu'après la récitation, lorsqu'une seule personne à la fois danse au milieu du cercle au son des instruments et des applaudissements.